# Reshma Aur Shera
Reshma Aur Shera é um filme de drama indiano de 1970 dirigido e escrito por Sunil Dutt. Foi selecionado como representante da Índia à edição do Oscar 1971, organizada pela Academia de Artes e Ciências Cinematográficas.

## Elenco
- Waheeda Rehman - Reshma
- Sunil Dutt - Shera
- Amitabh Bachchan - Chotu
- Vinod Khanna - Vijay
- Ranjeet - Gopal